# Bregninge Sogn (Guldborgsund Kommune)
Bregninge Sogn 
ist eine ehemalige Kirchspielsgemeinde (dän.: Sogn)
auf der Insel Lolland im südlichen Dänemark.
Bis 1970 gehörte sie zur Harde Musse Herred im damaligen Maribo Amt, danach zur Nysted Kommune im Storstrøms Amt, die im Zuge der  Kommunalreform zum 1. Januar 2007 in der Guldborgsund Kommune in der Region Sjælland aufgegangen ist.
Am 1. Januar 2024 wurde Bregninge Sogn und Kettinge Sogn zum Kettinge-Bregninge Sogn vereinigt.

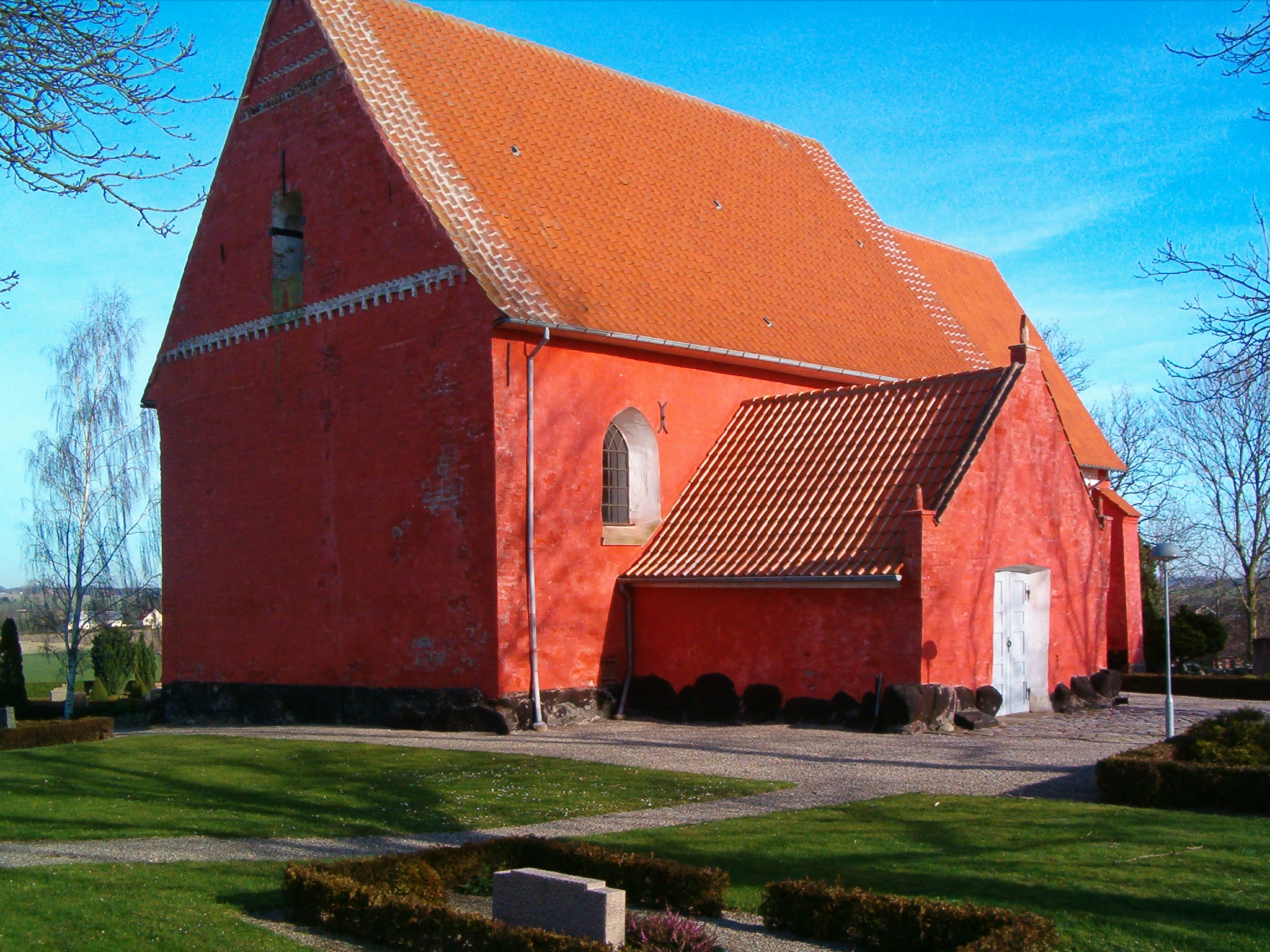
Bregninge Kirke

Im Kirchspiel lebten am 1. Oktober 2023 144 Einwohner.
Im Kirchspiel lag die Kirche „Bregninge Kirke“.
Nachbargemeinden waren im Norden Døllefjelde Sogn, im Nordosten Toreby Sogn, im Osten Kettinge Sogn, im Südosten Nysted-Vantore Sogn, im Südwesten Herritslev Sogn und im Nordwesten Musse Sogn.